# Cupa Ligii 2016-2017
La Cupa Ligii 2016-17, nota come Cupa Ligii Adeplast per ragioni di sponsorizzazione, è stata la 5ª edizione, l'ultima di questo torneo. Anche per questa edizione, la squadra vincitrice ha ottenuto un premio in denaro di 400.000 euro. Il torneo è iniziato il 9 agosto 2016 per concludersi il 20 maggio 2017 con la finale. Hanno partecipato le 14 squadre della Liga I 2016-2017. La Dinamo Bucarest ha vinto il trofeo per la prima volta nella sua storia.

## Calendario
| Fase        | Turno            | Date                                              |
| ----------- | ---------------- | ------------------------------------------------- |
| Fase finale | Ottavi di finale | 9 - 11 agosto 2016                                |
| Fase finale | Quarti di finale | 7 - 8 settembre 2016                              |
| Fase finale | Semifinali       | 21 - 22 dicembre 2016 28 febbraio - 1º marzo 2017 |
| Fase finale | Finale           | 20 maggio 2017                                    |

## Premi
| Fase             | Premio    |
| ---------------- | --------- |
| Campione         | € 265 000 |
| Finalista        | € 165 000 |
| Semifinalista    | € 50 000  |
| Quarti di finale | € 25 000  |
| Ottavi di finale | € 20 000  |

## Ottavi di finale
Agli ottavi di finale hanno partecipato tutte le squadre della Liga I 2016-2017, eccetto le prime due classificate nella Liga I 2015-2016, Astra Giurgiu e Steaua Bucarest.
| Squadra 1                 | Risultato             | Squadra 2           |
| ------------------------- | --------------------- | ------------------- |
| 9 agosto 2016             |                       |                     |
| Botoșani                  | 1 − 0                 | FC Politehnica Iași |
| 10 agosto 2016            |                       |                     |
| Gaz Metan Mediaș          | 0 − 2                 | ASA Târgu Mureș     |
| SSU Politehnica Timișoara | 2 − 1                 | Viitorul Costanza   |
| Concordia Chiajna         | 1 − 1 (dts) (4-3 dtr) | Pandurii            |
| 11 agosto 2016            |                       |                     |
| CFR Cluj                  | 0 − 0 (dts) (3-2 dtr) | U Craiova           |
| Voluntari                 | 1 − 2                 | Dinamo Bucarest     |

## Quarti di finale
Ai quarti di finale hanno partecipato le 6 squadre che hanno vinto gli ottavi di finale più le prime due classificate nella Liga I 2016-2017, eccetto le prime due classificate nella Liga I 2015-2016, Astra Giurgiu e Steaua Bucarest.
| Squadra 1                 | Risultato             | Squadra 2         |
| ------------------------- | --------------------- | ----------------- |
| 7 settembre 2016          |                       |                   |
| SSU Politehnica Timișoara | 2 − 1                 | Concordia Chiajna |
| CFR Cluj                  | 1 − 1 (dts) (4-5 dtr) | ASA Târgu Mureș   |
| 8 settembre 2016          |                       |                   |
| Botoșani                  | 0 − 2                 | Steaua Bucarest   |
| 17 novembre 2016          |                       |                   |
| Astra Giurgiu             | 2 − 5 (dts)           | Dinamo Bucarest   |

## Semifinali
| Squadra 1                           | Totale | Squadra 2                 | Andata | Ritorno |
| ----------------------------------- | ------ | ------------------------- | ------ | ------- |
| 21 dicembre 2016 / 28 febbraio 2017 |        |                           |        |         |
| ASA Târgu Mureș                     | 3 − 7  | SSU Politehnica Timișoara | 2 − 4  | 1 − 3   |
| 22 dicembre 2016 / 1º marzo 2017    |        |                           |        |         |
| Dinamo Bucarest                     | 7 − 2  | Steaua Bucarest           | 4 − 1  | 3 – 1   |

## Finale
| Arbitro: | Radu Petrescu |

|               |           |  |
| Nemec 6’, 26’ | Marcatori |  |